# Anne Holt
Anne Holt (født 16. november 1958 i Larvik) er en norsk forfatter og politiker.
Hun har skrevet en lang række bøger indenfor krimigenren, hvor man kan følge hendes hovedperson, politibetjenten Hanne Wilhelmsen.
Anne Holt er uddannet jurist i 1986 og har været justitsminister i Norge 1996-97 for (Arbeiderpartiet).

### Kriminalromaner med Hanne Wilhelmsen som hovedperson
- Blind gudinde (Blind Gudinne, 1993), ISBN 87-02-03763-7 (ISBN 82-02-14490-6)
- Salige er de som tørster (Salige er de som tørster..., 1994), ISBN 87-02-03779-3
- Dæmonens død (Demonens død, 1995), ISBN 87-02-03764-5 (ISBN 82-02-15862-1)
- Løvens gab (1997), ISBN 87-00-34198-3 (ISBN 82-02-17500-3)
- Død joker (1999), ISBN 87-02-02025-4
- Uden ekko (Uten ekko, 2000), ISBN 87-00-49868-8
- Sandheden bag sandheden (Sannheten bortenfor, 2003), ISBN 87-02-02735-6
- 1222 (1222, 2008), ISBN 978-87-02-06557-2

### Andre bøger
- Mea Culpa – en historie om kærlighed (Mea culpa : en historie om kjærlighet, 1996), ISBN 87-00-33108-2 (ISBN 82-02-16757-4)
- I hjertet av VM – En fotballreise )1998)
- Bernhard Pinkertons store oppdrag (1999)
- Det der er mit (Det som er mitt, 2001), ISBN 87-02-02757-7 (ISBN 82-02-20197-7)
- Det som aldrig sker (Det som aldri skjer, 2004), ISBN 87-02-03547-2 (ISBN 82-525-5862-3)